# Poberża
Poberża (lit. Paberžė) − wieś na Litwie, zamieszkana przez 43 ludzi, w gminie rejonowej Soleczniki, 6 km na południowy wschód od Sałek Małych.